# Szélvihar
A Szélvihar az Edda Művek zenekar 1991-ben megjelent nagylemeze. Az utolsó olyan Edda-lemez volt, amely a megjelenésekor bakeliten is kiadásra került. Az album hanganyagát 2010-ben remasterelték és újra kiadták, 2024-ben pedig újra megjelent bakeliten is.

## Áttekintés
Ekkoriban vette fel a csapat a „motoros imidzset”, ennek jelképe a borító is. Ez a különféle kiadványváltozatokon eltérő, a cím szerepel rajta másként: a kazettakiadáson és a remaster CD-kiadáson egy egyszerű felirat látható csak, az eredeti kiadáson fehér alapon fekete betűl láthatók, a 2024-es bakelit újrakiadáson pedig a borító színeihez passzoló betűk.
A korábbi lemezekhez hasonlóan ezen is található többféle szám. A címadó dal a motorozásról szól, de vannak spirituális töltetű dalok ("2000 év", "Nostradamus"), a szexualitás témáját feldolgozók ("Öt lány", "Hé lány"), politikai áthallású szövegűek ("Nincs visszaút", "Magányos tömeg"), instrumentális dal ("Hajtóvadászat"), és szerelmi ballada ("Újra láttalak").
A borító hátoldalán az szerepel, hogy „a lemezen az Edda hallható”. Ez azért került fel így, mert ekkor az együttesnek már nem volt tagja Alapi István (helyette érkezett Kun Péter) és Pethő Gábor (helyette érkezett Kicska László), viszont a lemezen még ők játszottak. Így ezzel a köztes megoldással hidalták át a problémát. Ugyanakkor a borító hátlapjára az új felállás fényképe került, ami félreértésekre adott okot, sokan a Kun Péter-féle felálláshoz kötik az albumot (amihez az is hozzájárult, hogy a turnén ők játszották először élőben a dalokat).
A remasterelt CD-változatra felkerült két videoklip ("Crazy Feeling", "Nincs visszaút"), valamint angol nyelvű dalok is.

## Számok listája
| CD # | LP # | Cím                         | Szerző                      | Hossz |
| ---- | ---- | --------------------------- | --------------------------- | ----- |
| 1    | A2   | Szélvihar                   | Gömöry Zsolt, Pataky Attila | 4:36  |
| 2    | A1   | 2000 év                     | Gömöry Zsolt, Pataky Attila | 3:50  |
| 3    | A3   | Nostradamus                 | Gömöry Zsolt, Pataky Attila | 5:01  |
| 4    | A4   | Magányos tömeg              | Gömöry Zsolt, Pataky Attila | 4:05  |
| 5    | A5   | Visszaesők dala             | EDDA-Pataky                 | 3:21  |
| 6    | A6   | Öt lány                     | Gömöry Zsolt, Pataky Attila | 3:58  |
| 7    | B1   | Nincs visszaút              | Gömöry Zsolt, Pataky Attila | 4:07  |
| 8    | B2   | Szeretnélek boldognak látni | Gömöry Zsolt, Pataky Attila | 4:09  |
| 9    | B3   | Hé lány                     | Gömöry Zsolt, Pataky Attila | 4:29  |
| 10   | B4   | Hajtóvadászat               | EDDA                        | 3:46  |
| 11   | B5   | Újra láttalak               | Gömöry Zsolt, Pataky Attila | 3:58  |
| 12   |      | Circle                      |                             | 4:17  |
| 13   |      | Crazy Feeling               |                             | 4:03  |
| 14   |      | Loveless World              |                             | 6:20  |
| 15   |      | House On Fire               |                             | 3:49  |

## Közreműködtek
- Alapi István – szólógitár
- Donászy Tibor – dob
- Gömöry Zsolt – billentyűs hangszerek
- Pataky Attila – ének
- Pethő Gábor – basszusgitár
- Demeter György – vokál
- Muck Ferenc – szoprán-, tenorszaxofon
- Színes Géza – trombita
- Pados Zoltán – pozan
- Horváth Tünde – próza
- Szoboszlay Péter – borítóterv
- Külön köszönet: a VSZM Közösségi Ház organizátorának Nagy Istvánnak és a "Háza Népének"